# Saint-Pierre-la-Palud
Saint-Pierre-la-Palud is een gemeente in het Franse departement Rhône (regio Auvergne-Rhône-Alpes). De plaats maakt deel uit van het arrondissement Villefranche-sur-Saône. Saint-Pierre-la-Palud telde op 1 januari 2022 2.586 inwoners.

## Geografie
De oppervlakte van Saint-Pierre-la-Palud bedroeg op 1 januari 2022 7,53 vierkante kilometer; de bevolkingsdichtheid was toen 343,4 inwoners per km².

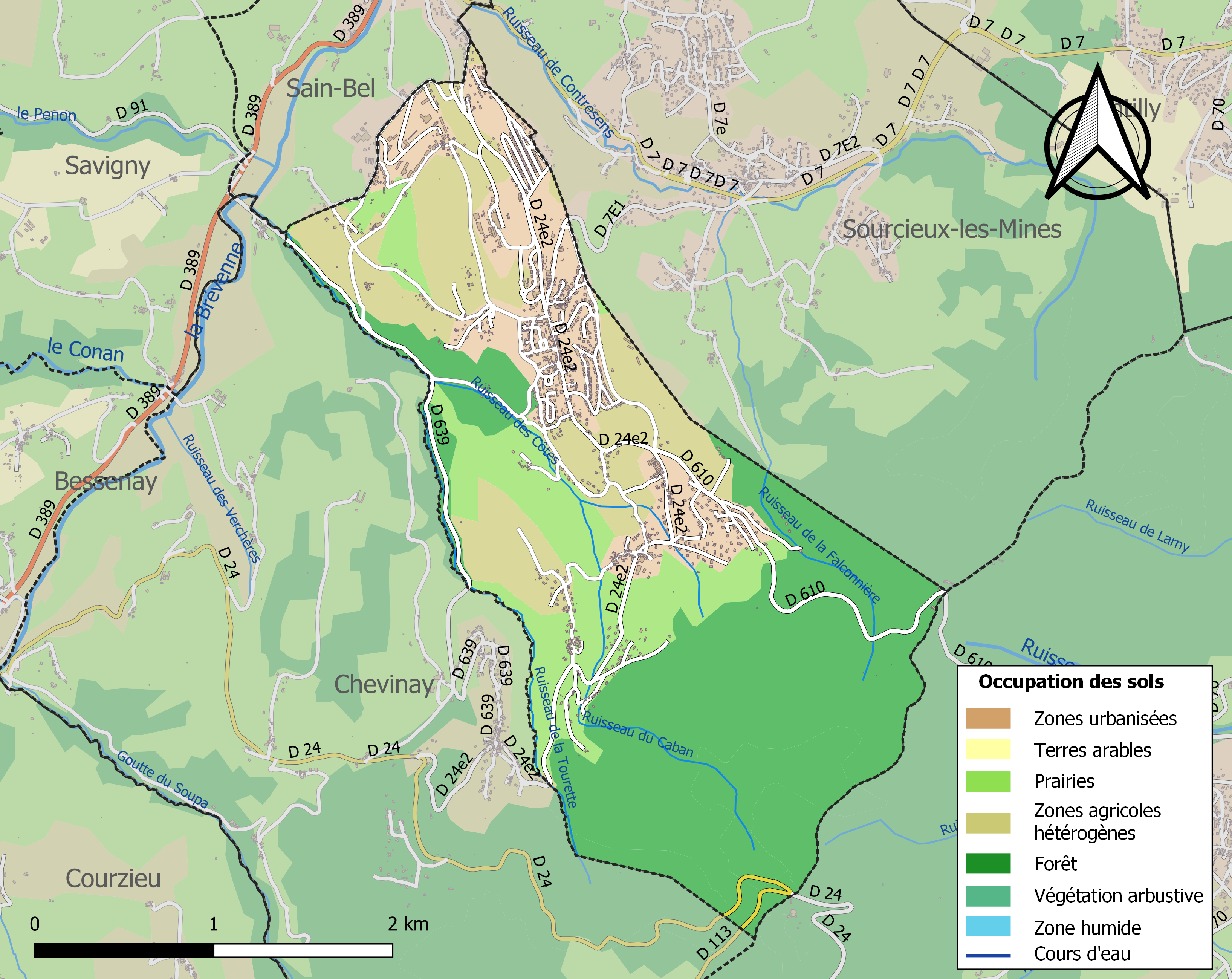
Kaart van de gemeente met de belangrijkste infrastructuur, bodemgebruik en omliggende gemeenten

## Demografie
Onderstaande figuur toont het verloop van het inwonertal (bron: INSEE-tellingen).